# José Ángel Rodríguez de la Peña
José Ángel Rodríguez de la Peña, més conegut com a Nené (Los Corrales de Buelna, 5 de febrer de 1975) és un exfutbolista càntabre, que jugava com a defensa.

## Trajectòria
Sorgit del planter del Racing de Santander, debuta amb el primer equip en la temporada 94/95. Eixe any juga un encontre, que serien seguits d'altres cinc la temporada 95/96. Però, no té continuïtat al conjunt racinguista i a l'estiu de 1996 marxa al Llevant UE, on romandria temporada i mitja com a suplent.
Després d'una breu estada al RCD Mallorca B, recala a la UD Melilla, de Segona B. Amb el conjunt nord-africà hi és titular les dues campanyes que hi milita. La temporada 00/01 fitxa pel Burgos CF, amb qui aconsegueix l'ascens a Segona Divisió. Però el conjunt castellà no compta amb el càntabre a la categoria d'argent, i només juga set partits.
Retorna a la Segona B per jugar amb l'AD Ceuta. A mitja campanya de la temporada 03/04 fitxa pel Terrassa FC, amb qui retorna a la Segona Divisió. SD Eibar, Granada CF, Gimnástica Torrelavega, Vecindario i de nou Burgos serien els seus següents equips, on ha alternat la titularitat amb la suplència.

### Clubs
- 1992/96 Racing B
- 1994/96 Racing de Santander
- 1996/98 Llevant UE
- 1998 Mallorca B
- 1998/00 Melilla
- 2000/02 Burgos CF
- 2002/04 Ceuta
- 2003/05 Terrassa FC
- 2005/06 Eibar
- 2006/07 Granada
- 2007 Gimnástica Torrelavega
- 2008 Vecindario
- 2008/09 Burgos CF